# Madonna Norton Simon (Raffael)
Die Madonna Norton Simon ist ein Gemälde von Raffael, entstanden circa 1503. Das Gemälde befindet sich seit 1972 im Norton Simon Museum im kalifornischen Pasadena.